# Bergen Station (1883-1913)
 Ikke at forveksle med Bergen Station.
Bergen Station (Bergen gamle stasjon) var en jernbanestation på Vossebanen, der lå i centrum af Bergen i Norge.
Stationen åbnede som endestation for Vossebanen til Voss 11. juli 1883. Den blev nedlagt 26. maj 1913, da de nærmeste 3,3 km af banen blev omlagt til en ny Bergen Station, den nuværende på den modsatte side af Byparken. Den gamle bane gik over Florida og Solheimsvikem, blandt andet gennem en tunnel, der stadig kan ses i Nygårdsparken i nærheden af Geofysisk Institutt.
Stationsbygningen blev opført i 1882 efter tegninger af Balthazar Lange. Den blev senere solgt fra og revet ned i 1976. På dens plads opførtes i stedet i 1978 kunstmuseet Stenersens samling for at rumme en samling af moderne international kunst, som finansmanden Rolf Stenersen havde skænket til Bergen kommune i 1971. Museet hedder nu KODE 2 og indgår i KODE Kunstmuseer og komponisthjem. En lille rest af den gamle station indgår som en tilbygning til museet ved krydset mellem Christies gate og Lars Hilles gate.